# Les Loges-Saulces

Les Loges-Saulces este o comună în departamentul Calvados, Franța. În 1 ianuarie 2022 avea o populație de 160 de locuitori.